# 2086
2086 — 2086 рік нашої ери, 86 рік 3 тисячоліття, 86 рік XXI століття, 6 рік 9-го десятиліття XXI століття, 7 рік 2080-х років.

## Очікувані події
- 26 квітня буде сота річниця від дати Чорнобильської катастрофи. Ще двісті років, приблизно, забруднена територія буде зоною відчуження.[1]